# Disperis decipiens
Disperis decipiens là một loài thực vật có hoa trong họ Lan. Loài này được Verdc. mô tả khoa học đầu tiên năm 1975.